# ディップ (企業)
ディップ株式会社（英: dip Corporation）は、東京都港区に本社を置く日本のウェブサービス企業。JPX日経インデックス400の構成銘柄の一つ。

## 概要
1997年3月14日、代表取締役社長である冨田英揮が設立。「私たちdipは夢とアイデアと情熱で社会を改善する存在となる」の企業理念のもと、”Labor force solution company”をビジョンに掲げ、『労働力の総合商社』として、人材サービス事業とAI・RPA事業を提供。2020年2月期売上高は464億円。2013年12月には東証一部への上場を果たした。

## サービス
アルバイト、派遣、社員の求人サービスや看護師人材紹介などの人材サービスと、AI・RPAサービスを展開。
- バイトル（アルバイト・パート求人情報サイト）
- スポットバイトル（スポットのバイトサービス）
- バイトルNEXT（正社員・契約社員求人情報サイト）
- バイトルPRO（専門職の総合求人メディア）
- はたらこねっと（社員・派遣・パートの総合求人サイト）
- ナースではたらこ（看護師人材紹介サービス）
- 介護ではたらこ（介護士人材紹介サービス）
- コボット（人手不足や業務効率に課題を抱える業界・業種の定型業務の自動化ツール）
- AINOW（日本最大のAI専門メディア）
- 聖地巡礼マップ（アニメ聖地の検索サービス）

過去には求人情報の検索エンジン「ジョブエンジン」を、同様の求人情報検索エンジン「indeed」日本進出に5年余り先行する2004年から2014年まで展開していた。

## 沿革
- 1997年3月 - 愛知県名古屋市で設立。
- 2000年10月 - 求人広告業界初のポータルサイト「はたらこねっと」開始
- 2000年12月 - 全国のローソン7,600店舗の店頭端末ロッピーおよびモバイルにて「はたらこねっと」を配信開始
- 2001年2月 - 人材派遣に続き、アルバイト・請負情報の提供を開始
- 2002年10月 - 「バイトル」が「はたらこねっと」より独立し、新サイトとして情報提供開始
- 2003年3月 - 本社を港区六本木に移転
- 2003年9月 - 「バイトル」i-mode公式サイトオープン
- 2003年10月 - 「はたらこねっと」i-mode公式サイトオープン
- 2004年5月 - 東京証券取引所マザーズ市場へ株式上場
- 2004年10月 - 「ジョブエンジン」サービス開始
- 2006年 - 初のTVコマーシャル開始
- 2009年9月 - 看護師専門の転職情報サイト「ナースではたらこ」を開始
- 2010年 - 「動画情報サービス」「応募バロメーター」搭載
- 2013年5月 - 「レイズ・ザ・サラリーキャンペーン」開始
- 2013年7月 - 毎年8月10日が「バイトルの日」として、日本記念日協会より正式認定
- 2013年12月 - 東京証券取引所第一部に市場変更。
- 2014年9月 - 女性のための求人情報サイト「はたらこindex」開始
- 2015年3月 - 「ナースではたらこ」 が職業紹介優良事業者の第1期事業者に認定
- 2016年5月 - 「バイトル社員」を「バイトルNEXT」に変更
- 2016年6月 -  AI専門メディア「AINOW（エーアイナウ）」の運営を開始
- 2016年12月 - 「現代用語の基礎知識」選 ユーキャン新語・流行語大賞2016で『聖地巡礼』がトップテン入り、受賞
- 2017年3月 -  設立20周年／本社オフィスを六本木グランドタワーへ移転
- 2017年4月 -  AI・人工知能ベンチャー支援制度「AI.Accelerator」を開始
- 2017年6月 - 「LIMEX」事業スタート
- 2017年11月 -  株式会社ジョリーグッドの株式を取得し、持分法適用関連会社化
- 2017年11月 -  株式会社 GAUSSの株式を取得し、持分法適用関連会社化
- 2018年3月 - 「しごと体験・職場見学」リリース
- 2018年7月 - 「iスカウト」リリース
- 2018年5月 -  米国子会社 DIP America, Inc. を設立
- 2018年8月 -  hachidori株式会社の株式を取得し、持分法適用関連会社化
- 2018年9月 -  米Forbes誌発表の「Asia's 200　Best Under A Billion」に4年連続で選出
- 2019年1月 -  Marketing-Robotics株式会社の株式を取得し、持分法適用関連会社化
- 2019年3月 -  TRUNK株式会社の株式を取得し、持分法適用関連会社化
- 2019年3月 - 「日経500種平均株価」の構成銘柄に選出
- 2019年3月 -  AI・RPA領域で新事業開始
- 2019年5月 -  appArray株式会社の株式を取得し、持分法適用関連会社化
- 2019年8月 - 「JPX日経インデックス400」の構成銘柄に4年連続で選出、「JPX日経中小型株指数」の構成銘柄に初選出
- 2019年9月 -  FAST RPA「コボット」提供開始
- 2019年10月 - コーポレートロゴを刷新
- 2020年2月 - 新オフィス「デジレバ」を東京・渋谷に開設
- 2020年3月 - 新型コロナウイルス感染による休業時の経済支援を有期雇用のユーザー向けに開始
- 2021年5月 - 専門職の総合求人メディア「バイトルPRO」開始
- 2021年7月 - 日本発のプロダンスリーグ「D.LEAGUE」に参戦し、プロダンスチーム「dip battles（ディップ　バトルズ）」を設立
- 2021年7月 - ワクチンインセンティブを取り入れ、安心・安全な環境作りに取り組む企業情報を提供開始
- 2021年11月 - 有期雇用者の待遇向上に向け「ディップ・インセンティブプロジェクト」を開始
- 2021年12月 - 一般社団法人 日本経済団体連合会に入会
- 2022年4月 - 「FTSE Blossom Japan Sector Relative Index」の構成銘柄に選定
- 2022年7月 - ESG投資の主要指数「MSCI ジャパンESGセレクト・リーダーズ指数」「MSCI 日本株女性活躍指数（WIN）」の構成銘柄に初選定
- 2023年2月 - 多様な就業機会の創出を目指して「dip DEIプロジェクト」開始
- 2024 年5月 - 日本初となる対話型バイト探しサービス「dip AIエージェント」開始
- 2024年10月 - スポットのバイトサービス「スポットバイトル」開始
- 2024年11月 - アルバイトコミュニケーションアプリ「バイトルトーク」開始
- 2025年6月 - プロバスケットボールチーム「さいたまブロンコス」子会社化

## イメージキャラクター
- 広末涼子（2003年6月に起用）
- 小雪（2005年6月に起用）
- 篠原涼子（2007年5月に起用。『はたらこねっと』TVCMにも出演）
- 上戸彩（2008年9月より、『バイトル』TVCMにも出演。）
- オードリー（2010年6月に起用。『バイトル』TVCMで上戸と共演）
- 木佐彩子（2010年7月に『はたらこねっと』のイメージキャラクターとして起用。）
- 上戸彩・菊川怜・忽那汐里（2011年9月に起用。三姉妹という設定でCMを放映）
- 鈴木奈々（2013年9月に起用）
- AKB48・SKE48・NMB48・HKT48（2014年6月23日よりグループメンバー計305人と契約、各地域限定CMおよび単独提供番組<企画ネット番組。系列局が異なる>を放送）
- ラグビーワールドカップ2015 日本代表選手 リーチマイケル・五郎丸歩・田中史朗・畠山健介・松島幸太朗（2014年3月より随時契約、「バイトル」CMキャラクターに起用）
- ピコ太郎（2016年12月イメージキャラクターに起用）
- 乃木坂46（2017年よりバイトルのCMキャラクターに起用、同グループが出演する番組の一社提供もしている[注 1]。）
- 欅坂46（2017年からCMキャラクターに起用[2]。）
- 岩田剛典（2018年6月、「バイトルNEXT」CMキャラクターに起用。）
- 白井健三（2018年10月、「バイトル」CMキャラクターに起用。）
- 霜降り明星（2020年3月、「面接コボット」CMキャラクターに起用。）
- 大迫傑（2021年10月、「ワクチンインセンティブプロジェクト」 アンバサダーに起用。）
- DAIGO（2020年3月、「バイトル」CMキャラクターに起用。）
- 真矢ミキ（2023年9月、「はたらこねっと」CMキャラクターに起用。）
- 井手上漠（2023年10月、「バイトル」CMキャラクターに起用。）
- 大谷翔平（2023年12月、ディップ社のブランドアンバサダーに起用。）
- 深澤辰哉、佐久間大介、向井康二（2025年2月、「スポットバイトル」CMキャラクターに起用。）

## 提供番組

### 現在

#### テレビ東京系
- 日経スペシャル ガイアの夜明け（2021年4月 - ）
- ワールドビジネスサテライト（中盤PT）

### 過去

#### フジテレビ系
- My first baito（2017年4月 - 2018年3月）
- 欅坂46のあっぷっプリ（2018年4月 - 9月）
- 火曜23時30分枠（2018年4月 - 2025年1月）
  - 私の働き方〜乃木坂46のダブルワーク体験!〜（2018年4月 - 2019年3月）
  - 乃木坂46のザ・ドリームバイト!〜働き方改革!夢への挑戦!〜（2019年4月 - 2022年3月）
  - 乃木坂46とダンスバトルズ → 乃木と霜降りのダンスバトルズ（2022年4月 - 2024年3月）
  - MLB SHOW-TIME（2024年4月2日 - 2025年1月21日）※フジテレビの一連の不祥事報道を受け打ち切り[注 2]。